# Karl Emanuel (Hessen-Rotenburg)
Karl Emanuel von Hessen-Rotenburg (* 5. Juni 1746 in Langenschwalbach; † 23. März 1812 in Frankfurt am Main) war Landgraf von Hessen-Rotenburg von 1778 bis 1812.

## Leben
Karl Emanuel war ein Sohn des Landgrafen Konstantin von Hessen-Rotenburg und dessen Gemahlin Gräfin Sophie von Starhemberg. Er diente 1757–1778 im Kaiserlichen Kürassierregiment in Österreich als Oberst und wurde nach seinem Abschied am 26. November 1777 mit Rang vom 18. Juli 1777 zum Generalmajor ernannt.
1778 folgte er seinem Vater als Landesherr von Hessen-Rotenburg. In seiner Regierungszeit fand die Besetzung Kurhessens durch Napoleon 1806 statt, die Teilsouveränität der Rotenburger Quart wurde in der Zeit des Königreichs Westphalen nicht angerührt.

1782 wurde er zum Ritter des Ordens vom Goldenen Vlies ernannt. Am 15. Dezember 1789 mit Rang vom 27. März 1789 zum Feldmarschalleutnant ernannt.

## Familie
Sein Pate war König Karl Emanuel III. von Sardinien (Namensgebung). Er vermählte sich 1771 mit Prinzessin Leopoldine von Liechtenstein (1754–1823), mit der er folgende Kinder hatte:
- Victor Amadeus (1779–1834), Landgraf von Hessen-Rotenburg, ⚭ (I) 1799 Leopoldina von Fürstenberg-Stühlingen († 1806); ⚭ (II) 1812 Elisabeth zu Hohenlohe-Langenburg († 1830); ⚭ (III) 1831 Eleonore von Salm-Reifferscheidt-Krautheim.
- Clothilde (1787–1869), ⚭ 1811 Fürst Karl August zu Hohenlohe-Bartenstein (1788–1844)

Daneben hatte er aus seiner außerehelichen Beziehung mit Lucie Juliane Struve (* 1769 in Kassel) einen Sohn, Ernst (* 11. Februar 1796 in Rotenburg; † 25. August 1875 in Lichtenthal), der zum Freiherrn von Blumenstein erhoben wurde und nach seiner Heirat im Jahre 1818 mit Johanna Caroline Friederike von Meyerfeld (1799–1866) zum Stammvater dieses Geschlechts wurde.